# Sụp đổ thị trường chứng khoán phố Wall năm 1929

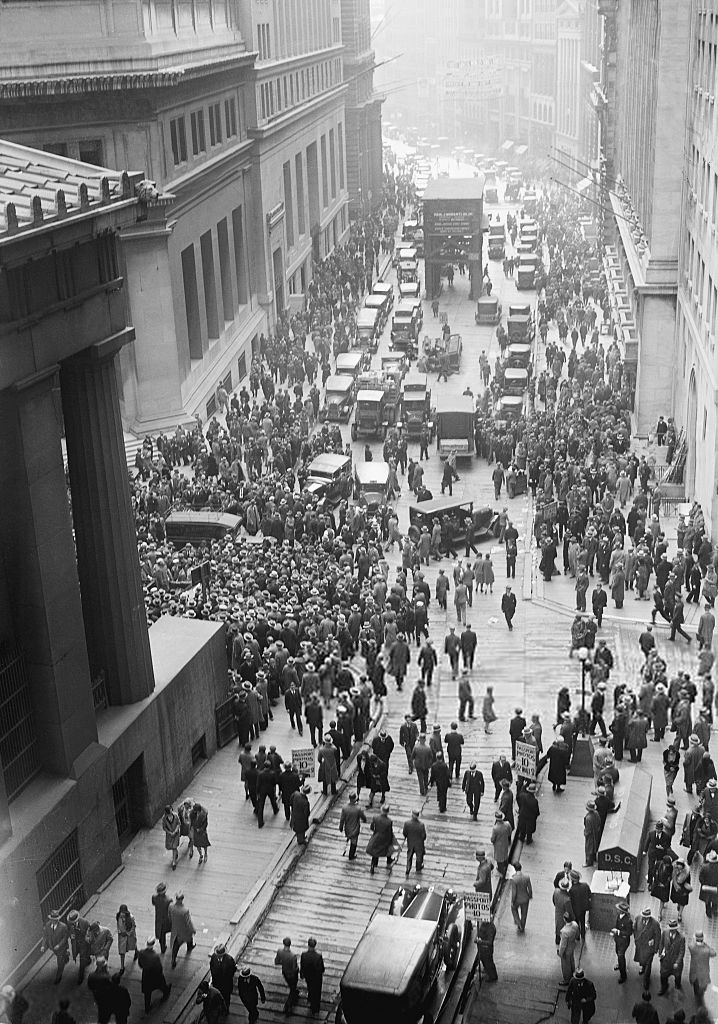
Đám đông tụ tập trên phố Wall sau khi thị trường chứng khoán sụp đổ năm 1929

Sự sụp đổ của thị trường chứng khoán phố Wall năm 1929, còn được gọi là vụ Đại Đổ Vỡ (tiếng Anh: Great Crash), là một sự đổ vỡ lớn của thị trường chứng khoán nước Mỹ vào cuối tháng 10 năm 1929. Sự kiện này khởi phát từ ngày 24 tháng 10 (còn được gọi là "ngày thứ Năm đen tối") và tiếp tục cho đến ngày 29 tháng 10 năm 1929 ("ngày thứ Ba đen tối"), khi mà giá cổ phiếu tại Sở giao dịch chứng khoán New York sụt giảm đột ngột.
Đây được coi là vụ sụp đổ thị trường chứng khoán tàn khốc nhất trong lịch sử Mỹ khi xem xét toàn bộ phạm vi tác động và hậu quả kéo dài. Vụ đổ vỡ này xảy ra sau vụ sụp đổ của Sở giao dịch chứng khoán London bên Anh Quốc vào tháng 9 cùng năm, báo hiệu cho sự khởi đầu của cuộc Đại khủng hoảng kinh tế kéo dài đến 12 năm, gây ảnh hưởng đến tất cả các nước công nghiệp phương Tây.